# Glenwood Cemetery
Het Glenwood Cemetery is een bekende begraafplaats in Houston in de Amerikaanse staat Texas. De begraafplaats is geopend in 1871. 
Hier liggen onder meer begraven:
- Howard Hughes, piloot, filmproducent, filmregisseur
- Gene Tierney, actrice

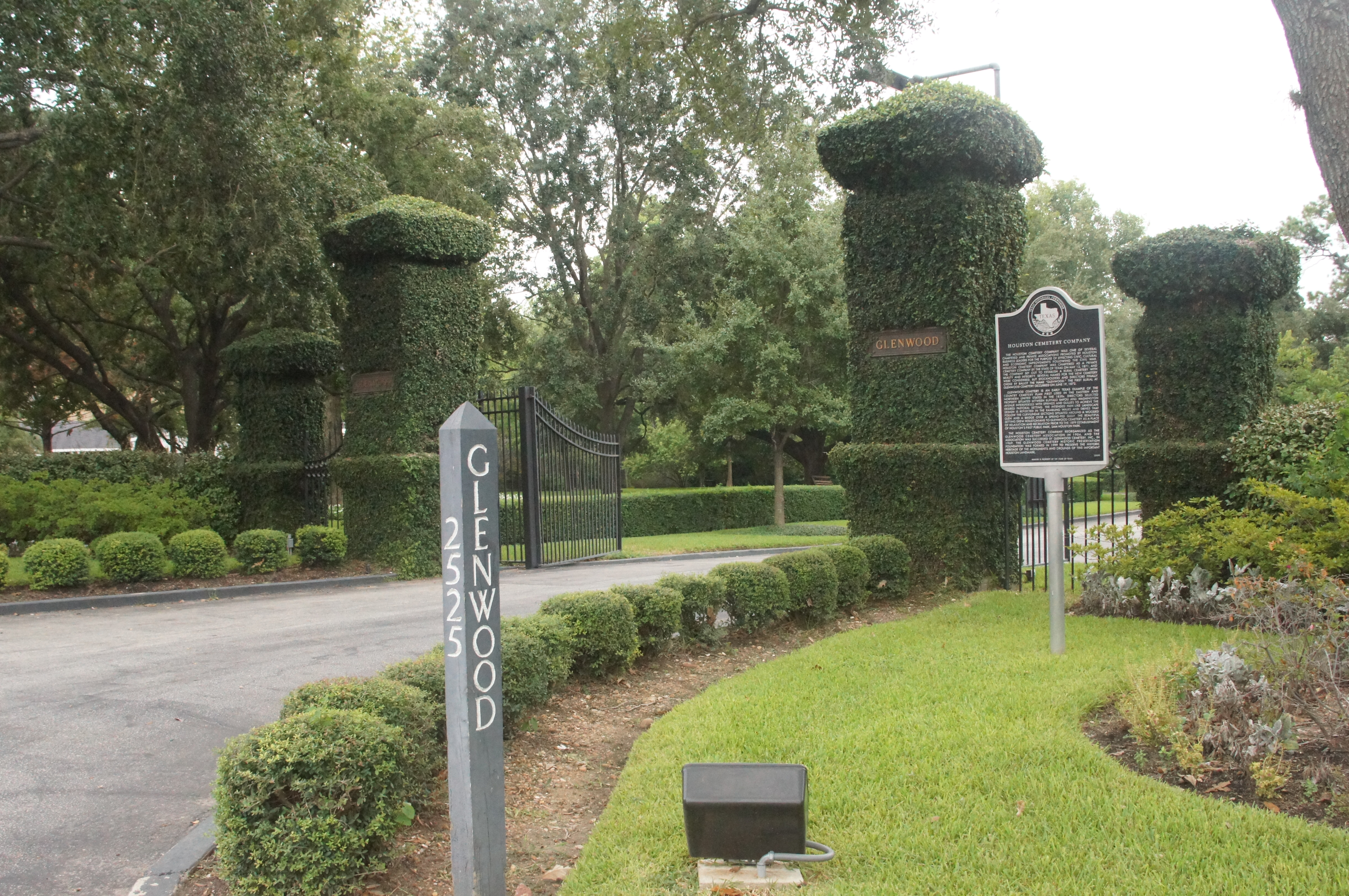
Ingang
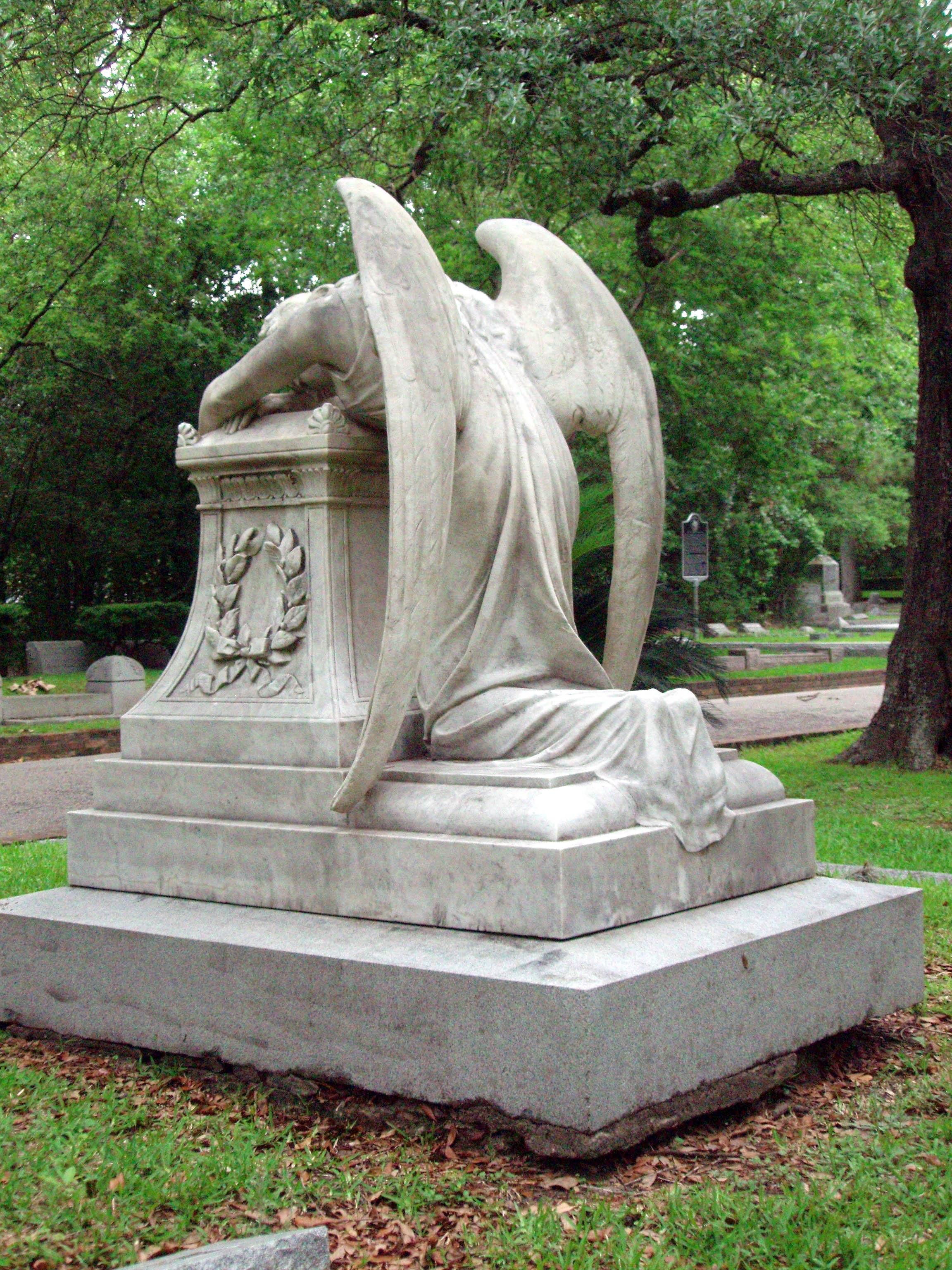
Beeld van rouwende engel